# Проб (консул 525 г.)
Вижте пояснителната страница за други личности с името Проб.
Флавий Аниций Проб Младши (на латински: Flavius Anicius Probus iunior) е политик по времето на остготите в Италия.
Произлиза от фамилията Аниции. Жени се за братовчедката си Проба (* 510), дъщеря на Флавий Олибрий Младши (консул 491 г.) и внучка на западноримския император Олибрий и Плацидия.
През 525 г. той е консул на Запад заедно с Флавий Теодор Филоксен Сотерих Филоксен на Изток във Византия.